# Marius Manolache
Marius Manolache (ur. 22 kwietnia 1973 w Gałaczu) – rumuński szachista, arcymistrz od 2007 roku.

## Kariera szachowa
Pierwsze znaczące rezultaty zaczął osiągać pod koniec XX wieku. W 2000 r. podzielił II m. w Techirghiolu, w 2001 podzielił III m. (za Mirceą Parligrasem i Michaiłem Gołubiewem, wspólnie z Constantinem Ionescu) w Bukareszcie oraz zadebiutował w finale indywidualnych mistrzostw Rumunii, dzieląc IV m. W 2002 r. podzielił II m. (za Constantinem Ionescu) w Eforie Nord oraz triumfował (wspólnie z tym samym zawodnikiem) w Bukareszcie. W następnym roku w kolejnym turnieju rozegranym w stolicy Rumunii podzielił II m. (za Dragoșem Dumitrache, wspólnie z Dmitrijem Swietuszkinem i George-Gabrielem Grigore), w 2004 r. triumfował w Padrón oraz (wspólnie z Iwanem Czeparinowem) w Ortigueirze, a w 2005 – w Gałaczu (wspólnie z Władysławem Niewiedniczym) oraz samodzielnie w Bukareszcie. W tym oraz następnych dwóch latach wypełnił trzy normy arcymistrzowie (kolejno w Ferrol, na mistrzostwach kraju w Predeal, gdzie zdobył brązowy medal oraz na mistrzostwach Europy w Dreźnie). W 2006 r. podzielił również I m. w Villeneuve-Tolosane (wspólnie z Petyrem Genowem, Siergiejem Fiedorczukiem i Aleksandrem Karpaczewem) oraz w Cambados (wspólnie z Władimirem Dimitrowem i Walentinem Jotowem), natomiast w 2007 – w Băile Felix (wspólnie m.in. z Andrei Murariu i Alinem Berescu). W 2008 r. zwyciężył (wspólnie z Robertem Markusem i Milosem Roganoviciem) w Suboticy, natomiast w latach 2009 i 2010 dwukrotnie podzielił I m. w Eforie. W 2012 r. zdobył drugi w karierze brązowy medal indywidualnych mistrzostw Rumunii mężczyzn.
Najwyższy ranking w dotychczasowej karierze osiągnął 1 marca 2012 r., z wynikiem 2561 punktów zajmował wówczas 5. miejsce wśród rumuńskich szachistów.